# Achón (cerro)
El Cerro Achón es un montículo ubicado al centro noreste del Departamento de Paraguarí, República del Paraguay, perteneciente al grupo de cumbres de las Sierras de Ybycuí. Se encuentra situado entre las localidades de Acahay y La Colmena, y a nueve kilómetros al sur del Cerro Medina. Su pico es de 490 metros sobre el nivel del mar.

## Ubicación
25°55′44″S 56°56′10″O / -25.92889, -56.93611